# Élections législatives de 2024 dans le Val-d'Oise
Les élections législatives françaises de 2024 dans le Val-d'Oise se déroulent les 30 juin et 7 juillet 2024. Dans le département, dix députés sont à élire dans le cadre de dix circonscriptions, à la suite de la dissolution de l'Assemblée nationale par Emmanuel Macron.
Le choix de cette dissolution est pris après la défaite de la liste Renaissance aux élections européennes qui ont eu lieu le 9 juin 2024.

## Contexte
| Circonscription | RN      | ENS     | PS - PP | LFI     | LR     |
| --------------- | ------- | ------- | ------- | ------- | ------ |
| Circonscription |         |         |         |         |        |
| 1re             | 31,56 % | 13,23 % | 12,3 %  | 13,73 % | 6,84 % |
| 2e              | 28,93 % | 13,89 % | 12,99 % | 15,49 % | 7,04 % |
| 3e              | 26,71 % | 13,56 % | 12,72 % | 18,65 % | 7,10 % |
| 4e              | 23,38 % | 15,31 % | 14,23 % | 17,9 %  | 7,73 % |
| 5e              | 18,34 % | 8,65 %  | 8,91 %  | 42,72 % | 3,73 % |
| 6e              | 20,69 % | 14,48 % | 12,88 % | 22,92 % | 8,29 % |
| 7e              | 26,12 % | 12,55 % | 11,97 % | 18,96 % | 7,61 % |
| 8e              | 21,5 %  | 6,83 %  | 6,22 %  | 44,82 % | 3,63 % |
| 9e              | 31,53 % | 9,7 %   | 8 %     | 27,19 % | 4,90 % |
| 10e             | 22,29 % | 13,29 % | 13,49 % | 25,21 % | 5,16 % |

## Système électoral
Les élections législatives ont lieu au scrutin uninominal majoritaire à deux tours dans des circonscriptions uninominales.
Est élu au premier tour le candidat qui réunit la majorité absolue des suffrages exprimés et un nombre de voix au moins égal au quart des électeurs inscrits dans la circonscription, soit 25 %. Si aucun des candidats ne satisfait ces conditions, un second tour est organisé entre les candidats ayant réuni un nombre de voix au moins égal à un huitième des inscrits, soit 12,5 %. Les deux candidats arrivés en tête du 1er tour se maintiennent néanmoins par défaut si un seul ou aucun d'entre eux n'a atteint ce seuil. Au second tour, le candidat arrivé en tête est déclaré élu,.
Le seuil de qualification basé sur un pourcentage du total des inscrits et non des suffrages exprimés rend plus difficile l'accès au second tour lorsque l'abstention est élevée. Le système permet en revanche l'accès au second tour de plus de deux candidats si plusieurs d'entre eux franchissent le seuil de 12,5 % des inscrits. Les candidats en lice au second tour peuvent ainsi être trois, un cas de figure appelé « triangulaire ». Les second tours où s'affrontent quatre candidats, appelés « quadrangulaire » sont également possibles, mais beaucoup plus rares,.

### Partis et nuances
Les résultats des élections sont publiés en France par le ministère de l'Intérieur, qui classe les partis en leur attribuant des nuances politiques. Ces dernières sont décidées par les préfets, qui les attribuent indifféremment de l'étiquette politique déclarée par les candidats, qui peut être celle d'un parti ou une candidature sans étiquette.
Seuls le Parti communiste français (COM), La France insoumise (FI), le Parti socialiste (SOC), le Parti radical de gauche (RDG), Les Écologistes (VEC), Renaissance (RE), le Mouvement démocrate (MDM), Horizons (HOR), l'Union des démocrates et indépendants (UDI), Les Républicains (LR), le Rassemblement national (RN) et Reconquête (REC) se voient attribuer en 2024 des nuances propres. Les coalitions Ensemble et Nouveau front populaire, ainsi que les candidats de l'alliance LR-Ciotti-RN, en bénéficient également indirectement, les nuances Ensemble ! (Majorité présidentielle) (ENS), Union de la gauche (UG) et Union de l'extrême-droite (UXD) étant attribuables aux candidats bénéficiant respectivement du soutien de deux partis du centre, de deux partis de gauche ou de deux partis d'extrême-droite,.
Tous les autres partis se voient attribuer l'une ou l'autre des nuances suivantes : EXG (extrême gauche), DVG (divers gauche), ECO (écologiste), REG (régionaliste), DVC (divers centre), DVD (divers droite), DSV (droite souverainiste) et EXD (extrême droite). Des partis comme Debout la France ou Lutte ouvrière ne disposent ainsi pas de nuances propres, et leurs résultats nationaux ne sont pas publiés séparément par le ministère, car mélangés avec d'autres partis (respectivement dans les nuances DSV et EXG).

## Résultats

### Élus
| Circonscription | Député sortant         | Parti | Parti      | Groupe    | Député élu ou réélu    | Parti | Parti | Groupe  |
| --------------- | ---------------------- | ----- | ---------- | --------- | ---------------------- | ----- | ----- | ------- |
| 1re             | Émilie Chandler        |       | RE         | RE        | Anne Sicard            |       | RN    | app. RN |
| 2e              | Guillaume Vuilletet    |       | RE         | RE        | Ayda Hadizadeh         |       | PS    | SOC     |
| 3e              | Cécile Rilhac          |       | EC         | app. RE   | Emmanuel Maurel        |       | GRS   | GDR     |
| 4e              | Naïma Moutchou         |       | HOR        | HOR       | Naïma Moutchou         |       | HOR   | HOR     |
| 5e              | Paul Vannier           |       | LFI        | LFI-NUPES | Paul Vannier           |       | LFI   | LFI-NFP |
| 6e              | Estelle Folest         |       | MoDem - RR | DEM       | Gabrielle Cathala      |       | LFI   | LFI-NFP |
| 7e              | Dominique Da Silva     |       | RE         | RE        | Romain Eskenazi        |       | PS    | SOC     |
| 8e              | Carlos Martens Bilongo |       | LFI        | LFI-NUPES | Carlos Martens Bilongo |       | LFI   | LFI-NFP |
| 9e              | Arnaud Le Gall         |       | LFI        | LFI-NUPES | Arnaud Le Gall         |       | LFI   | LFI-NFP |
| 10e             | Aurélien Taché         |       | ÉCO        | ÉCO       | Aurélien Taché         |       | LFI   | LFI-NFP |

### Taux de participation
| Taux de participation | 1er tour | 1er tour | 1er tour   | 2d tour | 2d tour | 2d tour    | Différence entre les deux tours |
| Taux de participation | En 2022  | En 2024  | Différence | En 2022 | En 2024 | Différence | Différence entre les deux tours |
| --------------------- | -------- | -------- | ---------- | ------- | ------- | ---------- | ------------------------------- |
| À midi                | 13,07 %  | 20,32 %  | 7,25       | 10,10 % | 20,42 % | 10,32      | 0,1                             |
| À 17 heures           | 32,04 %  | 50,91%   | 18,87      | 30,80 % |         |            |                                 |
| Final                 | 43,27 %  | 64,84%   | 21,57      | 42,92 % | 64,98 % | 22,06      | 0,14                            |

### Cartes

Nuance politique des candidats arrivés en tête dans chaque commune au 1er tour.
Nuance politique des candidats arrivés en tête dans chaque commune au 2e tour.

### Résultats à l'échelle du département

#### Résultats par coalition
| Parti et coalition                          | Parti et coalition                                                 | Parti et coalition                                                 | Premier tour | Premier tour | Premier tour | Second tour   | Second tour   | Second tour | Total Sièges  | +/-           |  |
| Parti et coalition                          | Parti et coalition                                                 | Parti et coalition                                                 | Voix         | %            | Sièges       | Voix          | %             | Sièges      | Total Sièges  | +/-           |  |
| ------------------------------------------- | ------------------------------------------------------------------ | ------------------------------------------------------------------ | ------------ | ------------ | ------------ | ------------- | ------------- | ----------- | ------------- | ------------- |  |
|                                             |                                                                    | La France insoumise (LFI)                                          | 129 488      | 27,47        | 2            | 112 638       | 30,05         | 3           | 5             | 2             |  |
|                                             | Parti socialiste (PS)                                              | 34 018                                                             | 7,22         | 0            | 53 055       | 14,16         | 2             | 2           | 2             |               |  |
|                                             | Gauche républicaine et socialiste (GRS)                            | 22 742                                                             | 4,82         | 0            | 36 489       | 9,74          | 1             | 1           | 1             |               |  |
| Total Nouveau Front populaire (NFP)         | Total Nouveau Front populaire (NFP)                                | 186 248                                                            | 39,51        | 2            | 202 182      | 53,95         | 6             | 8           | 4             |               |  |
|                                             |                                                                    | Rassemblement national (RN)                                        | 95 570       | 20,27        | 0            | 97 842        | 26,11         | 1           | 1             | 1             |  |
|                                             | L'Avenir français (LAF)                                            | 15 544                                                             | 3,30         | 0            | 19 281       | 5,14          | 0             | 0           | en stagnation |               |  |
|                                             | Républicains à droite (RÀD)                                        | 13 238                                                             | 2,81         | 0            | Retrait      | Retrait       | Retrait       | 0           | Nv            |               |  |
| Total Rassemblement national et alliés (RN) | Total Rassemblement national et alliés (RN)                        | 124 352                                                            | 26,38        | 0            | 117 123      | 31,25         | 1             | 1           | 1             |               |  |
|                                             |                                                                    | Renaissance (RE)                                                   | 57 196       | 12,13        | 0            | 14 494        | 3,87          | 0           | 0             | 3             |  |
|                                             | En commun (EC)                                                     | 15 013                                                             | 3,18         | 0            | Retrait      | Retrait       | Retrait       | 0           | 1             |               |  |
|                                             | Horizons (HOR)                                                     | 14 084                                                             | 2,99         | 0            | 24 840       | 6,63          | 1             | 1           | en stagnation |               |  |
|                                             | Mouvement démocrate (MoDem)                                        | 12 745                                                             | 2,70         | 0            | 16 149       | 4,31          | 0             | 0           | 1             |               |  |
|                                             | Union des démocrates et indépendants (UDI)                         | 3 293                                                              | 0,70         | 0            |              |               |               | 0           | en stagnation |               |  |
| Total Ensemble pour la République (ENS)     | Total Ensemble pour la République (ENS)                            | 102 331                                                            | 21,71        | 0            | 55 483       | 14,80         | 1             | 1           | 5             |               |  |
|                                             |                                                                    | Les Républicains (LR)                                              | 34 337       | 7,28         | 0            |               |               |             | 0             | en stagnation |  |
|                                             | Nouvelle Énergie (NÉ)                                              | 1 961                                                              | 0,42         | 0            | 0            | Nv            |               |             |               |               |  |
| Total Union de la droite et du centre (UDC) | Total Union de la droite et du centre (UDC)                        | 36 298                                                             | 7,70         | 0            | 0            | en stagnation |               |             |               |               |  |
|                                             | Lutte ouvrière (LO)                                                | Lutte ouvrière (LO)                                                | 5 255        | 1,11         | 0            | 0             | en stagnation |             |               |               |  |
|                                             |                                                                    | L'Écologie autrement (LÉA)                                         | 3 996        | 0,85         | 0            | 0             | en stagnation |             |               |               |  |
|                                             | Mouvement écologiste indépendant (MEI)                             | 555                                                                | 0,12         | 0            | 0            | Nv            |               |             |               |               |  |
| Total Le Rassemblement (RAS)                | Total Le Rassemblement (RAS)                                       | 4 551                                                              | 0,97         | 0            | 0            | en stagnation |               |             |               |               |  |
|                                             |                                                                    | Reconquête (REC)                                                   | 3 366        | 0,71         | 0            | 0             | en stagnation |             |               |               |  |
|                                             | Parti de la France (PdF)                                           | 837                                                                | 0,18         | 0            | 0            | Nv            |               |             |               |               |  |
| Total Reconquête et alliés (REC)            | Total Reconquête et alliés (REC)                                   | 4 203                                                              | 0,89         | 0            | 0            | en stagnation |               |             |               |               |  |
|                                             |                                                                    | Europe Égalité Écologie (EÉÉ)                                      | 1 290        | 0,27         | 0            | 0             | Nv            |             |               |               |  |
|                                             | Rester libre ! (RL)                                                | 451                                                                | 0,10         | 0            | 0            | Nv            |               |             |               |               |  |
| Total Le Centre (LC)                        | Total Le Centre (LC)                                               | 1 741                                                              | 0,37         | 0            | 0            | en stagnation |               |             |               |               |  |
|                                             | Debout la France (DLF)                                             | Debout la France (DLF)                                             | 1 252        | 0,27         | 0            | 0             | en stagnation |             |               |               |  |
|                                             | Union des démocrates et indépendants (UDI)                         | Union des démocrates et indépendants (UDI)                         | 1 107        | 0,23         | 0            | 0             | Nv            |             |               |               |  |
|                                             |                                                                    | Écologie positive (ÉP)                                             | 1 049        | 0,22         | 0            | 0             | Nv            |             |               |               |  |
| Total Tous unis pour le Vivant (TUPV)       | Total Tous unis pour le Vivant (TUPV)                              | 1 049                                                              | 0,22         | 0            | 0            | en stagnation |               |             |               |               |  |
|                                             | Dissidents Ensemble pour la République                             | Dissidents Ensemble pour la République                             | 910          | 0,19         | 0            | 0             | en stagnation |             |               |               |  |
|                                             | Équinoxe                                                           | Équinoxe                                                           | 621          | 0,13         | 0            | 0             | Nv            |             |               |               |  |
|                                             | Verts démocrates - Union des démocrates et indépendants (VD - UDI) | Verts démocrates - Union des démocrates et indépendants (VD - UDI) | 412          | 0,09         | 0            | 0             | Nv            |             |               |               |  |
|                                             | Nouveau Parti anticapitaliste - Révolutionnaires (NPA-R)           | Nouveau Parti anticapitaliste - Révolutionnaires (NPA-R)           | 203          | 0,04         | 0            | 0             | en stagnation |             |               |               |  |
|                                             | Les Écologistes (LÉ)                                               | Les Écologistes (LÉ)                                               | 0            | 0,00         | 0            | 0             | Nv            |             |               |               |  |
|                                             | Autres partis                                                      | Autres partis                                                      | 251          | 0,05         | 0            | 0             | 1             |             |               |               |  |
|                                             | Sans étiquette (SE)                                                | Sans étiquette (SE)                                                | 657          | 0,14         | 0            | 0             | en stagnation |             |               |               |  |
|                                             |                                                                    |                                                                    |              |              |              |               |               |             |               |               |  |
| Suffrages exprimés                          | Suffrages exprimés                                                 | Suffrages exprimés                                                 | 471 441      | 97,63        |              | 374 788       | 93,29         |             |               |               |  |
| Votes blancs                                | Votes blancs                                                       | Votes blancs                                                       | 7 850        | 1,63         | 21 773       | 5,42          |               |             |               |               |  |
| Votes nuls                                  | Votes nuls                                                         | Votes nuls                                                         | 3 605        | 0,75         | 5 172        | 1,29          |               |             |               |               |  |
| Total                                       | Total                                                              | Total                                                              | 482 896      | 100          | 2            | 401 733       | 100           | 8           | 10            | en stagnation |  |
| Abstentions                                 | Abstentions                                                        | Abstentions                                                        | 261 757      | 35,15        |              | 216 480       | 35,02         |             |               |               |  |
| Inscrits/Participation                      | Inscrits/Participation                                             | Inscrits/Participation                                             | 744 653      | 64,85        | 618 213      | 64,98         |               |             |               |               |  |

#### Résultats par nuance
| Nuance                 | Nuance                               | Nuance                 | Premier tour | Premier tour | Premier tour | Second tour | Second tour   | Second tour | Total Sièges | +/-           |  |
| Nuance                 | Nuance                               | Nuance                 | Voix         | %            | Sièges       | Voix        | %             | Sièges      | Total Sièges | +/-           |  |
| ---------------------- | ------------------------------------ | ---------------------- | ------------ | ------------ | ------------ | ----------- | ------------- | ----------- | ------------ | ------------- |  |
|                        | Union de la gauche                   | UG                     | 186 248      | 39,51        | 2            | 202 182     | 53,95         | 6           | 8            | 4             |  |
|                        | Rassemblement national               | RN                     | 111 114      | 23,57        | 0            | 117 123     | 31,25         | 1           | 1            | 1             |  |
|                        | Ensemble                             | ENS                    | 99 038       | 21,01        | 0            | 55 483      | 14,80         | 1           | 1            | 5             |  |
|                        | Les Républicains                     | LR                     | 34 337       | 7,28         | 0            |             |               |             | 0            | en stagnation |  |
|                        | Union de l'extrême droite            | UXD                    | 13 238       | 2,81         | 0            | Retrait     | Retrait       | Retrait     | 0            | Nv            |  |
|                        | Extrême gauche                       | EXG                    | 5 458        | 1,16         | 0            |             |               |             | 0            | en stagnation |  |
|                        | Union des démocrates et indépendants | UDI                    | 4 812        | 1,02         | 0            | 0           | en stagnation |             |              |               |  |
|                        | Reconquête                           | REC                    | 4 203        | 0,89         | 0            | 0           | en stagnation |             |              |               |  |
|                        | Écologistes                          | ECO                    | 3 977        | 0,84         | 0            | 0           | en stagnation |             |              |               |  |
|                        | Divers                               | DIV                    | 2 966        | 0,63         | 0            | 0           | en stagnation |             |              |               |  |
|                        | Divers droite                        | DVD                    | 1 961        | 0,42         | 0            | 0           | Nv            |             |              |               |  |
|                        | Divers centre                        | DVC                    | 1 788        | 0,38         | 0            | 0           | en stagnation |             |              |               |  |
|                        | Droite souverainiste                 | DSV                    | 1 252        | 0,27         | 0            | 0           | en stagnation |             |              |               |  |
|                        | Régionaliste                         | REG                    | 1 049        | 0,22         | 0            | 0           | en stagnation |             |              |               |  |
|                        | Divers gauche                        | DVG                    | 0            | 0            | 0            | 0           | en stagnation |             |              |               |  |
|                        |                                      |                        |              |              |              |             |               |             |              |               |  |
| Suffrages exprimés     | Suffrages exprimés                   | Suffrages exprimés     | 471 441      | 97,63        |              | 374 788     | 93,30         |             |              |               |  |
| Votes blancs           | Votes blancs                         | Votes blancs           | 7 850        | 1,63         | 21 773       | 5,54        |               |             |              |               |  |
| Votes nuls             | Votes nuls                           | Votes nuls             | 3 605        | 0,75         | 4 372        | 1,09        |               |             |              |               |  |
| Total                  | Total                                | Total                  | 482 896      | 100          | 2            | 401 733     | 100           | 8           | 10           | en stagnation |  |
| Abstentions            | Abstentions                          | Abstentions            | 261 757      | 35,15        |              | 216 477     | 35,02         |             |              |               |  |
| Inscrits/Participation | Inscrits/Participation               | Inscrits/Participation | 744 653      | 64,85        | 618 213      | 64,98       |               |             |              |               |  |

### Résultats par circonscription

#### Première circonscription
Députée sortante : Émilie Chandler (Renaissance).
| Candidat                 | Candidat                    | Parti et coalition       | Nuance                   | Premier tour | Premier tour | Second tour | Second tour |
| Candidat                 | Candidat                    | Parti et coalition       | Nuance                   | Voix         | %            | Voix        | %           |
| ------------------------ | --------------------------- | ------------------------ | ------------------------ | ------------ | ------------ | ----------- | ----------- |
|                          | Anne Sicard                 | RN                       | RN                       | 18 823       | 33,65        | 21 025      | 37,51       |
|                          | Maximilien Jules-Arthur     | LFI (NFP)                | UG                       | 17 230       | 30,80        | 20 534      | 36,63       |
|                          | Émilie Chandler             | RE (ENS)                 | ENS                      | 14 244       | 25,46        | 14 494      | 25,86       |
|                          | Michel Richard              | LR (UDC)                 | LR                       | 3 468        | 6,20         |             |             |
|                          | Barbara Géhan               | LO                       | EXG                      | 826          | 1,48         |             |             |
|                          | Lionel Lessaint             | DLF                      | DSV                      | 755          | 1,35         |             |             |
|                          | Laure de Garils             | REC                      | REC                      | 574          | 1,03         |             |             |
|                          | Sami Lahzaoula dit Sami Lah | SE                       | DIV                      | 21           | 0,04         |             |             |
|                          | Ethel Soussi                | NPA-R                    | EXG                      | 0            | 0,00         |             |             |
|                          |                             |                          |                          |              |              |             |             |
| Suffrages exprimés       | Suffrages exprimés          | Suffrages exprimés       | Suffrages exprimés       | 55 941       | 97,33        | 56 053      | 97,11       |
| Votes blancs             | Votes blancs                | Votes blancs             | Votes blancs             | 1 147        | 2,00         | 1 326       | 2,30        |
| Votes nuls               | Votes nuls                  | Votes nuls               | Votes nuls               | 386          | 0,67         | 340         | 0,59        |
| Total                    | Total                       | Total                    | Total                    | 57 474       | 100          | 57 719      | 100         |
| Abstention               | Abstention                  | Abstention               | Abstention               | 26 542       | 31,59        | 26 315      | 31,31       |
| Inscrits / participation | Inscrits / participation    | Inscrits / participation | Inscrits / participation | 84 016       | 68,41        | 84 034      | 68,69       |

Plus vaste circonscription du département, couvrant sa partie nord et ouest, elle est essentiellement rurale. C'est un bastion indéfectible de la droite, remporté en 2017 par le camp présidentiel d'Emmanuel Macron. En 2022, Émilie Chandler est élue de justesse face à la gauche. Deux ans plus tard, le Rassemblement national remporte le scrutin à l'issue d'une triangulaire serrée. L'union de la gauche est en tête à Pontoise, plus grande ville de la circonscription, avec 52 % des voix, mais l'extrême droite domine la plupart des autres communes.

#### Deuxième circonscription
Député sortant : Guillaume Vuilletet (Renaissance).
| Candidat                 | Candidat                 | Parti et coalition       | Nuance                   | Premier tour | Premier tour | Second tour | Second tour |
| Candidat                 | Candidat                 | Parti et coalition       | Nuance                   | Voix         | %            | Voix        | %           |
| ------------------------ | ------------------------ | ------------------------ | ------------------------ | ------------ | ------------ | ----------- | ----------- |
|                          | Ayda Hadizadeh           | PS (NFP)                 | UG                       | 17 221       | 33,47        | 28 342      | 59,51       |
|                          | Nadejda Rémy-Silanina    | LAF (RN)                 | RN                       | 15 544       | 30,21        | 19 281      | 40,49       |
|                          | Guillaume Vuilletet      | RE (ENS)                 | ENS                      | 13 044       | 25,35        | Retrait     | Retrait     |
|                          | Frédéric Pain            | LR (UDC)                 | LR                       | 3 214        | 6,25         |             |             |
|                          | Brahim Oubairouk         | LÉA (RAS)                | DIV                      | 818          | 1,59         |             |             |
|                          | Alvin Ivanaj             | Équinoxe                 | DIV                      | 621          | 1,21         |             |             |
|                          | Philippe Chanzy          | REC                      | REC                      | 529          | 1,03         |             |             |
|                          | Éric Cassan              | LO                       | EXG                      | 456          | 0,89         |             |             |
|                          | Danièle Lessaint         | DLF                      | DSV                      | 6            | 0,01         |             |             |
|                          | Stéphane Gaultier        | NPA-R                    | EXG                      | 0            | 0,00         |             |             |
|                          |                          |                          |                          |              |              |             |             |
| Suffrages exprimés       | Suffrages exprimés       | Suffrages exprimés       | Suffrages exprimés       | 51 453       | 97,65        | 47 623      | 96,61       |
| Votes blancs             | Votes blancs             | Votes blancs             | Votes blancs             | 866          | 1,64         | 3 573       | 6,87        |
| Votes nuls               | Votes nuls               | Votes nuls               | Votes nuls               | 370          | 0,70         | 790         | 1,52        |
| Total                    | Total                    | Total                    | Total                    | 52 689       | 100          | 51 986      | 100         |
| Abstention               | Abstention               | Abstention               | Abstention               | 26 092       | 33,12        | 26 810      | 34,02       |
| Inscrits / participation | Inscrits / participation | Inscrits / participation | Inscrits / participation | 78 781       | 66,88        | 78 796      | 65,98       |

Circonscription couvrant le centre du département, elle est détenue par le député de droite Axel Poniatowski depuis 2002 puis par Guillaume Vuilletet, député macroniste, depuis 2017. Attribuée par la coalition de gauche à la candidate socialiste Ayda Hadizadeh, celle-ci arrive en tête au premier tour et est largement élue au second tour face à l'extrême droite, alors que le député sortant s'était retiré après être arrivé en troisième place. Elle rassemble jusqu'à 78 % des voix dans la partie de Cergy incluse au sein de la circonscription ou 66 % à Éragny.

#### Troisième circonscription
Députée sortante : Cécile Rilhac (En commun).
| Candidat                 | Candidat                 | Parti et coalition       | Nuance                   | Premier tour | Premier tour | Second tour | Second tour |
| Candidat                 | Candidat                 | Parti et coalition       | Nuance                   | Voix         | %            | Voix        | %           |
| ------------------------ | ------------------------ | ------------------------ | ------------------------ | ------------ | ------------ | ----------- | ----------- |
|                          | Emmanuel Maurel          | GRS (NFP)                | UG                       | 22 742       | 35,63        | 36 489      | 62,54       |
|                          | Kimberley Lelaidier      | RN                       | RN                       | 17 608       | 27,59        | 21 860      | 37,46       |
|                          | Cécile Rilhac,           | EC (ENS)                 | ENS                      | 15 013       | 23,52        | Retrait     | Retrait     |
|                          | Lætitia Vincent          | LR (UDC)                 | LR                       | 4 816        | 7,55         |             |             |
|                          | Samira Herbal,           | EÉÉ (LC)                 | ECO                      | 1 290        | 2,02         |             |             |
|                          | Lætitia Guébin           | LÉA (RAS)                | DIV                      | 1 046        | 1,64         |             |             |
|                          | Alexandre Simonnot,      | PDF - REC                | REC                      | 837          | 1,31         |             |             |
|                          | Juan Munoz               | LO                       | EXG                      | 468          | 0,73         |             |             |
|                          | Daniel Blaser            | NPA-R                    | EXG                      | 7            | 0,01         |             |             |
|                          | Samira Belmokhtar        | ratt. LÉ                 | DVG                      | 0            | 0,00         |             |             |
|                          |                          |                          |                          |              |              |             |             |
| Suffrages exprimés       | Suffrages exprimés       | Suffrages exprimés       | Suffrages exprimés       | 63 827       | 98,00        | 58 349      | 91,33       |
| Votes blancs             | Votes blancs             | Votes blancs             | Votes blancs             | 930          | 1,43         | 4 539       | 7,10        |
| Votes nuls               | Votes nuls               | Votes nuls               | Votes nuls               | 374          | 0,57         | 997         | 1,56        |
| Total                    | Total                    | Total                    | Total                    | 65 131       | 100          | 63 885      | 100         |
| Abstention               | Abstention               | Abstention               | Abstention               | 31 175       | 32,37        | 32 432      | 33,67       |
| Inscrits / participation | Inscrits / participation | Inscrits / participation | Inscrits / participation | 96 306       | 67,63        | 96 317      | 66,33       |

Située dans le sud de la circonscription, elle est détenue par le député de droite Jean Bardet de 1988 à 2012. En 2017, elle est remportée par la députée La République en marche puis En Commun Cécile Rilhac, réélue en 2022. Deux ans plus tard, elle arrive en troisième position et se retire du second tour. Le candidat de gauche, Emmanuel Maurel, l'emporte alors largement face au Rassemblement national. Il remporte jusqu'à 73 % des voix à Montigny-lès-Cormeilles ou 62 % à Herblay-sur-Seine.

#### Quatrième circonscription
Députée sortante : Naïma Moutchou (Horizons).
| Candidat                 | Candidat                   | Parti et coalition       | Nuance                   | Premier tour | Premier tour | Second tour | Second tour |
| Candidat                 | Candidat                   | Parti et coalition       | Nuance                   | Voix         | %            | Voix        | %           |
| ------------------------ | -------------------------- | ------------------------ | ------------------------ | ------------ | ------------ | ----------- | ----------- |
|                          | Karine Lacouture           | LFI (NFP)                | UG                       | 17 498       | 34,65        | 20 008      | 44,61       |
|                          | Naïma Moutchou             | HOR (ENS)                | ENS                      | 14 084       | 27,89        | 24 840      | 55,39       |
|                          | Sébastien Meurant,         | RÀD (RN)                 | UXD                      | 13 238       | 26,22        | Retrait     | Retrait     |
|                          | Inthone Rodsphon           | LR (UDC)                 | LR                       | 3 003        | 5,95         |             |             |
|                          | Grégory Berthault          | LÉA (RAS)                | ECO                      | 2 132        | 4,22         |             |             |
|                          | Marie-Françoise L'Hommedet | LO                       | EXG                      | 485          | 0,96         |             |             |
|                          | Robin Durand               | SE                       | DIV                      | 52           | 0,10         |             |             |
|                          | Antonin Martin             | NPA-R                    | EXG                      | 0            | 0            |             |             |
|                          |                            |                          |                          |              |              |             |             |
| Suffrages exprimés       | Suffrages exprimés         | Suffrages exprimés       | Suffrages exprimés       | 50 492       | 98,08        | 44 848      | 92,45       |
| Votes blancs             | Votes blancs               | Votes blancs             | Votes blancs             | 728          | 1,41         | 2 780       | 5,73        |
| Votes nuls               | Votes nuls                 | Votes nuls               | Votes nuls               | 262          | 0,51         | 880         | 1,81        |
| Total                    | Total                      | Total                    | Total                    | 51 482       | 100          | 48 508      | 100         |
| Abstention               | Abstention                 | Abstention               | Abstention               | 24 780       | 32,49        | 27 751      | 36,39       |
| Inscrits / participation | Inscrits / participation   | Inscrits / participation | Inscrits / participation | 76 262       | 67,51        | 76 259      | 63,61       |

Bastion historique de la droite, la quatrième circonscription est remportée par Naïma Moutchou pour le camp présidentiel d'Emmanuel Macron en 2017 avec 59 % des voix. Elle est réélue en 2022 au second tour avec 53 % des voix face à un candidat de La France insoumise, puis réélue deux ans plus tard face à la même candidate, avec une meilleure marge. Fait rare, le candidat de l'union de l'extrême-droite Sébastien Meurant, investi par Éric Ciotti, se retire en faveur du camp présidentiel pour faire « barrage au Nouveau Front populaire ». La députée réélue obtient 59 % à Saint-Leu-la-Forêt ou 50,2 % à Franconville.

#### Cinquième circonscription
Député sortant : Paul Vannier (La France insoumise).
|                          | Paul Vannier             | LFI (NFP)                | UG                       | 23 308 | 56,01 |  |  |
|                          | Quentin Hoarau           | RN                       | RN                       | 7 784  | 18,70 |  |  |
|                          | Fatima Liliyaje          | RE (ENS)                 | ENS                      | 5 389  | 12,95 |  |  |
|                          | Boualem Meziane          | LR (UDC)                 | LR                       | 3 170  | 7,62  |  |  |
|                          | Dominique Mariette       | LO                       | EXG                      | 558    | 1,34  |  |  |
|                          | Dominique Lesueur        | MEI (RAS)                | ECO                      | 555    | 1,33  |  |  |
|                          | Gilbert Pham             | VD - UDI                 | UDI                      | 412    | 0,99  |  |  |
|                          | Thès Baleur              | FU                       | DIV                      | 251    | 0,60  |  |  |
|                          | Jean-Baptiste Poiaghi    | NPA-R                    | EXG                      | 189    | 0,45  |  |  |
|                          |                          |                          |                          |        |       |  |  |
| Suffrages exprimés       | Suffrages exprimés       | Suffrages exprimés       | Suffrages exprimés       | 41 616 | 97,75 |  |  |
| Votes blancs             | Votes blancs             | Votes blancs             | Votes blancs             | 631    | 1,48  |  |  |
| Votes nuls               | Votes nuls               | Votes nuls               | Votes nuls               | 329    | 0,77  |  |  |
| Total                    | Total                    | Total                    | Total                    | 42 576 | 100   |  |  |
| Abstention               | Abstention               | Abstention               | Abstention               | 28 267 | 39,90 |  |  |
| Inscrits / participation | Inscrits / participation | Inscrits / participation | Inscrits / participation | 70 843 | 60,10 |  |  |

Regroupant les villes d'Argenteuil et Bezons, la cinquième circonscription a souvent changé d'allégeance. Elle est représentée par Georges Mothron, maire de droite d'Argenteuil, de 1993 à 1997 puis de 2002 à 2012. Mothron est battu à la mairie par le socialiste Philippe Doucet en 2008 puis à la députation en 2012. Doucet est cependant lui-même battu par une marcheuse en 2017 mais la gauche reprend la circonscription en 2022 avec l'insoumis Paul Vannier, élu avec près de 64 % des voix au second tour. Il fait mieux en 2024, en étant réélu dès le premier tour.

#### Sixième circonscription
Députée sortante : Estelle Folest (Mouvement démocrate, à la suite du départ de Refondation Républicaine d'Ensemble).
| Candidat                 | Candidat                  | Parti et coalition       | Nuance                   | Premier tour | Premier tour | Second tour | Second tour |
| Candidat                 | Candidat                  | Parti et coalition       | Nuance                   | Voix         | %            | Voix        | %           |
| ------------------------ | ------------------------- | ------------------------ | ------------------------ | ------------ | ------------ | ----------- | ----------- |
|                          | Gabrielle Cathala         | LFI (NFP)                | UG                       | 18 603       | 37,63        | 21 326      | 43,64       |
|                          | Estelle Folest,           | MoDem (ENS)              | ENS                      | 12 745       | 25,78        | 16 149      | 33,05       |
|                          | Annika Bruna              | RN                       | RN                       | 10 911       | 22,07        | 11 389      | 23,31       |
|                          | Audrey Guilbaud           | LR (UDC)                 | LR                       | 3 737        | 7,56         |             |             |
|                          | Loïc Eléloué-Valmar       | ÉP (TUPV)                | REG                      | 1 049        | 2,12         |             |             |
|                          | Emmanuel Mikael,          | MoDem diss.              | DVC                      | 910          | 1,84         |             |             |
|                          | Jean-Bernard Lasmarrigues | REC                      | REC                      | 683          | 1,38         |             |             |
|                          | Christophe Célestin       | SE                       | DVC                      | 427          | 0,86         |             |             |
|                          | Agnès Reinmann            | LO                       | EXG                      | 370          | 0,75         |             |             |
|                          | Marine Dageville          | NPA-R                    | EXG                      | 0            | 0,00         |             |             |
|                          |                           |                          |                          |              |              |             |             |
| Suffrages exprimés       | Suffrages exprimés        | Suffrages exprimés       | Suffrages exprimés       | 49 435       | 98,24        | 48 864      | 98,07       |
| Votes blancs             | Votes blancs              | Votes blancs             | Votes blancs             | 626          | 1,24         | 738         | 1,48        |
| Votes nuls               | Votes nuls                | Votes nuls               | Votes nuls               | 260          | 0,52         | 223         | 0,45        |
| Total                    | Total                     | Total                    | Total                    | 50 321       | 100          | 49 825      | 100         |
| Abstention               | Abstention                | Abstention               | Abstention               | 25 432       | 33,57        | 25 954      | 34,25       |
| Inscrits / participation | Inscrits / participation  | Inscrits / participation | Inscrits / participation | 75 753       | 66,43        | 75 779      | 65,75       |

La sixième circonscription, rassemblement de huit communes au nord-est d'Argenteuil, est historiquement un fief de la droite jusqu'en 2017. Successivement représentée par Jean-Pierre Delalande puis François Scellier, deux députées du MoDem s’en emparent ensuite. Nathalie Elimas puis Estelle Folest, laquelle est élue en 2022 avec 53 % des voix au second tour face à Gabrielle Cathala, candidate insoumise de la NUPES. Cette dernière fait finalement basculer la circonscription à gauche pour la première fois de son histoire en 2024, à l’occasion d’une triangulaire impliquant également l’eurodéputée Rassemblement national Annika Bruna.

#### Septième circonscription
Député sortant : Dominique Da Silva (Renaissance).
| Candidat                 | Candidat                  | Parti et coalition       | Nuance                   | Premier tour | Premier tour | Second tour | Second tour |
| Candidat                 | Candidat                  | Parti et coalition       | Nuance                   | Voix         | %            | Voix        | %           |
| ------------------------ | ------------------------- | ------------------------ | ------------------------ | ------------ | ------------ | ----------- | ----------- |
|                          | Romain Eskenazi           | PS (NFP)                 | UG                       | 16 797       | 37,94        | 24 713      | 60,57       |
|                          | David Quentin             | RN                       | RN                       | 12 065       | 27,25        | 16 088      | 39,43       |
|                          | Dominique Da Silva        | RE (ENS)                 | ENS                      | 10 241       | 23,13        | Retrait     | Retrait     |
|                          | Jean-Pierre Yalcin        | LR (UDC)                 | LR                       | 3 891        | 8,79         |             |             |
|                          | Virginie Vieville         | REC                      | REC                      | 696          | 1,57         |             |             |
|                          | Valérie Suarez            | LO                       | EXG                      | 578          | 1,31         |             |             |
|                          | Marie-Christine Chastaing | DLF                      | DSV                      | 3            | 0,01         |             |             |
|                          | Linda Uzan                | NEF                      | DIV                      | 0            | 0,00         |             |             |
|                          | Didier Arnal              | SE                       | DIV                      | 0            | 0,00         |             |             |
|                          | Aurélien Gavois           | NPA-R                    | EXG                      | 0            | 0,00         |             |             |
|                          |                           |                          |                          |              |              |             |             |
| Suffrages exprimés       | Suffrages exprimés        | Suffrages exprimés       | Suffrages exprimés       | 44 271       | 97,78        | 40 801      | 92,57       |
| Votes blancs             | Votes blancs              | Votes blancs             | Votes blancs             | 712          | 1,57         | 2 674       | 6,07        |
| Votes nuls               | Votes nuls                | Votes nuls               | Votes nuls               | 294          | 0,65         | 603         | 1,37        |
| Total                    | Total                     | Total                    | Total                    | 45 277       | 100          | 44 078      | 100         |
| Abstention               | Abstention                | Abstention               | Abstention               | 23 262       | 33,94        | 24 500      | 35,73       |
| Inscrits / participation | Inscrits / participation  | Inscrits / participation | Inscrits / participation | 68 539       | 66,06        | 68 578      | 64,27       |

La septième circonscription, située à l'est du département autour de Montmorency, a surtout été représentée par le député-maire de droite Jérôme Chartier, de 2002 à 2017. C'est le marcheur Dominique Da Silva, élu de Moisselles, qui lui succède alors. Il est réélu de très peu en 2022 mais son opposant socialiste d'alors triomphe en 2024 : Romain Eskenazi, conseiller municipal à Montmorency, s'impose largement face au Rassemblement national, alors que le sortant est arrivé troisième du premier tour et s'est retiré du second.

#### Huitième circonscription
Député sortant : Carlos Martens Bilongo (La France insoumise).
| Candidat                 | Candidat                 | Parti et coalition       | Nuance                   | Premier tour | Premier tour |
| Candidat                 | Candidat                 | Parti et coalition       | Nuance                   | Voix         | %            |
| ------------------------ | ------------------------ | ------------------------ | ------------------------ | ------------ | ------------ |
|                          | Carlos Martens Bilongo   | LFI (NFP)                | UG                       | 17 386       | 58,27        |
|                          | Thierry Fouchereau       | RN                       | RN                       | 5 840        | 19,57        |
|                          | Ramzi Zinaoui            | UDI (ENS)                | UDI                      | 3 293        | 11,04        |
|                          | Patrick Angrevier        | NÉ (UDC)                 | DVD                      | 1 961        | 6,57         |
|                          | Luisa Varela             | REC                      | REC                      | 503          | 1,69         |
|                          | Malika Kherfi            | RL (LC)                  | DVC                      | 451          | 1,51         |
|                          | Rémi Gajdos              | LO                       | EXG                      | 404          | 1,35         |
|                          | Jean-Baptiste Tondu      | NPA-R                    | EXG                      | 0            | 0,00         |
|                          |                          |                          |                          |              |              |
| Suffrages exprimés       | Suffrages exprimés       | Suffrages exprimés       | Suffrages exprimés       | 29 838       | 95,66        |
| Votes blancs             | Votes blancs             | Votes blancs             | Votes blancs             | 593          | 1,90         |
| Votes nuls               | Votes nuls               | Votes nuls               | Votes nuls               | 762          | 2,44         |
| Total                    | Total                    | Total                    | Total                    | 31 193       | 100          |
| Abstention               | Abstention               | Abstention               | Abstention               | 24 573       | 44,06        |
| Inscrits / participation | Inscrits / participation | Inscrits / participation | Inscrits / participation | 55 766       | 55,94        |

La huitième circonscription, comprenant cinq communes dont Garges-lès-Gonesse et partiellement Sarcelles, a longtemps été représentée par le Parti socialiste. Ayant élu à plusieurs reprises Dominique Strauss-Kahn, le siège est tenu par François Pupponi, maire de Sarcelles, de 2007 à 2022. D'abord au PS, il se rallie à la majorité présidentielle en 2020. Il est largement battu en 2022 sous cette étiquette par l'insoumis Carlos Martens Bilongo, lequel obtient plus de 61 % des voix au second tour. Le député sortant est réélu dès le premier tour en 2024, ses scores s'échelonnant de 40,8 % à Arnouville à 66,7 % des voix à Villiers-le-Bel.

#### Neuvième circonscription
Député sortant : Arnaud Le Gall (La France insoumise).
| Candidat                 | Candidat                 | Parti et coalition       | Nuance                   | Premier tour | Premier tour | Second tour | Second tour |
| Candidat                 | Candidat                 | Parti et coalition       | Nuance                   | Voix         | %            | Voix        | %           |
| ------------------------ | ------------------------ | ------------------------ | ------------------------ | ------------ | ------------ | ----------- | ----------- |
|                          | Arnaud Le Gall           | LFI (NFP)                | UG                       | 17 157       | 40,73        | 23 918      | 60,27       |
|                          | Agnès Marion             | RN                       | RN                       | 12 872       | 30,56        | 15 764      | 39,73       |
|                          | Elisa Demir              | RE (ENS)                 | ENS                      | 6 149        | 14,60        |             |             |
|                          | Anthony Arciero          | LR (UDC)                 | LR                       | 4 789        | 11,37        |             |             |
|                          | Danièle Hanryon          | LO                       | EXG                      | 621          | 1,47         |             |             |
|                          | David Said               | REC                      | REC                      | 381          | 0,90         |             |             |
|                          | Nsimba Wassa             | SE                       | DIV                      | 157          | 0,37         |             |             |
|                          | Vanessa Ronchini         | NPA-R                    | EXG                      | 0            | 0,00         |             |             |
|                          | Mohamed Najib            | SE                       | DIV                      | 0            | 0,00         |             |             |
|                          |                          |                          |                          |              |              |             |             |
| Suffrages exprimés       | Suffrages exprimés       | Suffrages exprimés       | Suffrages exprimés       | 42 126       | 97,59        | 39 682      | 92,32       |
| Votes blancs             | Votes blancs             | Votes blancs             | Votes blancs             | 711          | 1,65         | 2 560       | 5,96        |
| Votes nuls               | Votes nuls               | Votes nuls               | Votes nuls               | 331          | 0,77         | 740         | 1,72        |
| Total                    | Total                    | Total                    | Total                    | 43 168       | 100          | 42 982      | 100         |
| Abstention               | Abstention               | Abstention               | Abstention               | 28 446       | 39,72        | 28 662      | 40,01       |
| Inscrits / participation | Inscrits / participation | Inscrits / participation | Inscrits / participation | 71 614       | 60,28        | 71 644      | 59,99       |

La neuvième circonscription est la plus orientale du département. Elle a souvent voté pour la majorité parlementaire, de 1988 à 2017 excepté en 2002. Le socialiste Jean-Pierre Blazy a détenu cette circonscription de 1997 à 2007 puis de 2012 à 2017. Une députée macroniste a été élue en 2017, avant d’être battue dès le premier tour en 2022. C'est alors l'insoumis Arnaud Le Gall qui a été élu avec 56 % des voix au second tour face au Rassemblement national (RN). Avec la même configuration en 2024, le sortant améliore son score et dépasse les 60 % des voix au second tour. Il est en tête dans les principales villes du secteur : Goussainville, Gonesse, Fosses et Louvres tandis que son opposante du RN est en tête dans 18 des 27 communes composant cette circonscription.

#### Dixième circonscription
Député sortant : Aurélien Taché (La France insoumise, qu'il rejoint lors de ces élections après avoir été exclu en mars 2024 des Écologistes).
| Candidat                 | Candidat                 | Parti et coalition       | Nuance                   | Premier tour | Premier tour | Second tour | Second tour |
| Candidat                 | Candidat                 | Parti et coalition       | Nuance                   | Voix         | %            | Voix        | %           |
| ------------------------ | ------------------------ | ------------------------ | ------------------------ | ------------ | ------------ | ----------- | ----------- |
|                          | Aurélien Taché           | LFI (NFP)                | UG                       | 18 306       | 43,13        | 26 852      | 69,62       |
|                          | Lisbeth Macé             | RN                       | RN                       | 9 667        | 22,78        | 11 716      | 30,38       |
|                          | Sonia Krimi              | RE (ENS)                 | ENS                      | 8 129        | 19,15        |             |             |
|                          | Edwina Étoré-Manika      | LR (UDC)                 | LR                       | 4 249        | 10,01        |             |             |
|                          | Albert Saint-Jean        | UDI                      | UDI                      | 1 107        | 2,61         |             |             |
|                          | Christophe Flaux         | LO                       | EXG                      | 489          | 1,15         |             |             |
|                          | Souade de la Faye        | DLF                      | DSV                      | 488          | 1,15         |             |             |
|                          | Jean Caillot             | NPA-R                    | EXG                      | 7            | 0,02         |             |             |
|                          |                          |                          |                          |              |              |             |             |
| Suffrages exprimés       | Suffrages exprimés       | Suffrages exprimés       | Suffrages exprimés       | 42 442       | 97,38        | 38 568      | 90,22       |
| Votes blancs             | Votes blancs             | Votes blancs             | Votes blancs             | 906          | 2,08         | 3 583       | 8,38        |
| Votes nuls               | Votes nuls               | Votes nuls               | Votes nuls               | 237          | 0,54         | 599         | 1,40        |
| Total                    | Total                    | Total                    | Total                    | 43 585       | 100          | 42 750      | 100         |
| Abstention               | Abstention               | Abstention               | Abstention               | 23 188       | 34,73        | 24 056      | 36,04       |
| Inscrits / participation | Inscrits / participation | Inscrits / participation | Inscrits / participation | 66 773       | 65,27        | 66 806      | 63,99       |

La dixième circonscription est la plus jeune du département, existant depuis 2010, et située au sud-ouest du département, au nord de Cergy. Elle est représentée par Aurélien Taché depuis 2017. « Caméléon politique », il commence sa carrière au Parti socialiste avant d'être élu député pour La République en marche en 2017, puis rejoint le Pôle écologiste en 2020 pour représenter la NUPES à l’élection de 2022. Il est alors réélu avec près de 56 % des voix au second tour face à une candidate de son ancien camp. En 2024, il rallie La France insoumise et est finalement élu une troisième fois, avec près de 70 % des voix au second tour cette fois, face au Rassemblement national. La candidate Renaissance éliminée au premier tour est une ancienne députée de Cherbourg, Sonia Krimi.